# Charops (Sohn des Hippasos)
Charops (altgriechisch Χάροψ Chárops) ist in der griechischen Mythologie ein trojanischer Kämpfer im Trojanischen Krieg.
In Homers Ilias ist er der Sohn des Hippasos und der Bruder des Sokos. Gemeinsam mit seinem Bruder wird er vor Troja von Odysseus getötet.
Eine Abbildung des Charops ist auf einer chalkidischen Amphore aus dem 6. Jahrhundert v. Chr. zu finden, wo er von Diomedes erschlagen wird.